# Aznvadzor
Aznvadzor (in armeno Ազնվաձոր?) è un comune di 473 abitanti (2001) della Provincia di Lori in Armenia.